# Album
Ein Album (von lateinisch albus „weiß“; Plural: Alben) ist ein Buch mit unbedruckten Seiten, ursprünglich zum Eintragen von Listen, Verzeichnissen und ähnlichen zusammengehörigen Dingen und Fakten, im heutigen Alltag meist zum Eintragen von anderen Aufzeichnungen. Des Weiteren ist ein Album ein leeres Sammelbehältnis in Buchform, in das zusammengehörige Dinge zu Sammelzwecken eingeordnet werden. Im Bereich der Musik ist ein Musikalbum eine Sammlung von mehreren Musiktiteln auf einem Tonträger, bei Comics ist ein Album eine bestimmte Publikationsform.

## Etymologie
Der Begriff Album geht auf das Alte Rom zurück, wo man mit Gips geweißte Holztafeln (album = ‚weißes; das Weiß‘) mit schwarzer Schrift öffentlich ausstellte, um Dinge im allgemeinen Interesse einsehbar zu machen. Diese Praxis soll ursprünglich der Pontifex Maximus mit der Bekanntgabe von wichtigen Ereignissen eines Jahres und bestimmten Namenslisten geübt haben und die sich später auf Ämter übertragen haben, die auf diese Weise Verordnungen bekanntmachten. Der Ausdruck kam im 16. Jahrhundert als Fremdwort mit der Bedeutung ins Deutsche. Ab dem 17. Jahrhundert bezeichnete das Wort Album jegliches Buch mit weißen, also leeren Blättern für Aufzeichnungen. Danach wurde die Bedeutung ‚Sammel-, Gedenkbuch‘ üblich.
Der Ursprung für die Bezeichnung Album als Musikalbum liegt im Englischen in der Zeit der Schellackplatten, einem Vorläufer der heutigen Schallplatte. Schellacks besaßen nur eine begrenzte Aufnahmekapazität von etwa vier Minuten, sodass Zusammenstellungen von Titeln in Form eines Albums (Steckalbums) mit mehreren solchen Platten hergestellt wurden. Mit der Einführung der Langspielplatte wurde es möglich derartige Zusammenstellungen auf eine Platte zu pressen, die ursprüngliche Bezeichnung wurde aber beibehalten. Der Ausdruck album für eine Musikplatte ist 1951 erstmals belegt. Er wurde in späteren Jahrzehnten ins Deutsche übernommen, war ursprünglich ein Synonym für Langspielplatte, und bezeichnet heute auch andere Tonträger mit Aufnahmen solcher Art.

## Albumformen
Grundsätzlich handelt es sich bei einem Album um einen leeren Gegenstand in Buchform, der mit bestimmten gleichartigen Dingen gefüllt werden soll. In moderner Gestaltung kann es sich um Bücher mit leeren Seiten, um Sammelalben verschiedener Art oder um Bücher und Alben mit Vordrucken handeln. Als Gegenstand für Sammler unterscheidet man in Bezug auf die Art der Aufbewahrung neben den leeren Alben ohne Applikationen noch die Steckalben mit dem Zweck entsprechend gestalteten Schlitzen oder Fächern und die Klebealben in entsprechender Ausführung.

### Sammelalben
In seiner ursprünglichen Form als Blankobuch existierten im Gelehrtenmilieu im deutschsprachigen Raum des 16. Jahrhunderts Alben zum Eintragen von Autogrammen von befreundeten Personen, das sogenannte Album Amicorum, das lange als Stammbuch weiterlebte. Eng verwandt damit sind das heute noch zu findende Poesiealbum, in das von befreundeten Personen poetische Verse eingetragen werden, sowie als modernere Variante davon das Freundschaftsbuch. Ebenfalls noch in Gebrauch ist das Gästebuch, das häufig in institutionellem, aber auch in geschäftlichem und gelegentlich in privatem Rahmen Anwendung findet. Eine seltenere Abart ist das Autogrammbuch, ein kleines Buch mit leeren Seiten zum Sammeln von Autogrammen berühmter Persönlichkeiten.
Heute noch weit verbreitet als eine Art leeres Buch zu Sammelzwecken ist das traditionelle Fotoalbum, in das Fotografien geklebt oder mit Fotoecken angebracht werden. Früher als Klebealbum, heute generell als Steckalbum konzipiert ist das Briefmarkenalbum, das es leer oder mit Vordrucken gibt. Ebenfalls zum Einstecken vorgesehen sind Münzalben. Weitere Sammelalben gibt es zum Sammeln von Klebebildern mit verschiedensten Motiven.

### Musikalben
In der Musikbranche hat sich im englischen Sprachraum der Ausdruck album für eine „Sammlung“ von Musikstücken auf einer Schallplatte eingebürgert, der ins Deutsche übernommen wurde. Ein Album ist demnach eine Ausgabe von mehreren Musikstücken auf einem Tonträger. Eine solche Musikveröffentlichung kann auch in Form eines Doppelalbums oder – selten – eines Dreifachalbums vorliegen.

### Comicalben
In der Comicbranche hat sich der aus dem Französischen übernommene Begriff Album durchgesetzt, um in Abgrenzung zu anderen Buchformaten wie z. B. Taschenbuch oder Publikationsformen wie Zeitung, Heft solche Veröffentlichungen zu charakterisieren, die gebunden und in einem Format von ca. A 4 oder größer verlegt werden, bei einem Umfang von 32 bis ca. 96 Seiten (gelegentlich auch mehr), typischerweise aber meist mit 48 bzw. 64 Seiten. Dieser heute europaweit gültige Standard hat sich ursprünglich für frankobelgische Comics herausgebildet, um eine in Fortsetzungen veröffentlichte, längere Erzählung anschließend noch einmal gesammelt zu präsentieren, die bei Bedarf auch nachgedruckt wird. Spätestens seit den 1980er-Jahren hat die Vorabpublikation jedoch massiv an Bedeutung verloren, und das Gros der entsprechenden Comics wird heute direkt als Album publiziert.